# Álvaro Ampuero
Álvaro Ampuero (Lima, 25 de setembre de 1992) és un futbolista internacional peruà.
El 2011 guanyà la Copa Libertadores de América Sub 20. Fou jugador de l'Universitario de Deportes.